# Karl Schmid (lekkoatleta)
Karl Schmid (ur. 23 lipca 1921) – szwajcarski lekkoatleta, płotkarz.
Podczas igrzysk olimpijskich w Helsinkach (1952) odpadł w eliminacjach na 400 metrów przez płotki uzyskując czas 57,5.

## Rekordy życiowe
- Bieg na 400 metrów przez płotki – 56,6 (1951)